# Елизавета Неверская
Елизавета Неверская, также известная как Елизавета Бургундская  (24 августа 1439, Невер — 21 июня 1483) — герцогиня Клевская с 1455 года до своей смерти, супруга Иоганна I.

## Жизнь
Елизавета была старшим ребёнком Жана II, графа д’Этамп, Невера, Ретеля и д’Э и его первой жены Жаклин д’Аилли. Поскольку младший брат Елизаветы умер в детстве, и у отца не было больше сыновей, он назначил наследницей графств Невер и д’Э свою старшую дочь.
22 апреля 1456 года в Брюгге она вышла замуж за своего троюродного брата, герцога Иоганна I Клевского. После брака Марии Бургундской с Адольфом I Клевским, это был второй брак между Бургундским домом и домом Ламарк. Эти браки превратили Клевское герцогство в своеобразное приложение к Бургундии на последующие сто лет, что отразилось в основном в культурной жизни. Двор и административное управление Клеве стало во всем подражать Бургундии.
После смерти Адольфа Эгмонта, герцога Гелдерна, сестра Адольфа Екатерина и император Максимилиан I претендовали на герцогство Гелдерн. Притязание императора было основано на его браке с Марией Бургундской. Когда Иоганн I отправился в Гелдерн поддержать императора, Елизавета возглавляла правительство в Клеве во время его отсутствия.
Елизавета умерла 21 июня 1483 года до своего отцом. Её права на графства Невер и д’Э были унаследованы её третьим сыном Энгельбертом, который основал Клеве-Неверскую династию. Она была похоронена в Соборной церкви Святой Марии в Клеве. Могила покрыта гравированными и позолоченными медными пластинами. На верхней пластине, выполненной по заказу Карла Эгмонта, изображены покойные супруги, и это одно из немногих изображений Елизаветы. Гробница считается одним из самых важных артефактов в своем роде.

## Дети
У Елизаветы было шестеро детей:
1. Иоганн (1458—1521), герцог Клевский
2. Адольф (1461—1525)
3. Энгельберт (1462—1506), граф Невера
4. Дитрих (1464)
5. Мария (1465—1513)
6. Филипп (1467—1505), епископ Невера